# Mark Pathy
Mark Pathy (* 1969) je kanadský podnikatel, filantrop a soukromý astronaut, 584. člověk ve vesmíru. Je prezidentem soukromé kanadské investiční společnosti Mavrik Corp. a předsedou představenstva mediální společnosti Stingray Group. V roce 2022 pobýval 16 dní na Mezinárodní vesmírné stanici (ISS) během kosmického letu Axiom Mission 1.

## Život a vzdělání
Pathyho matka Constance se narodila v Nizozemsku, zatímco jeho otec Laurence Pathy se narodil v Egyptě maďarským rodičům. Mark ale vyrůstal v Montrealu a navštěvoval školu Selwyn House, kde byl mimo jiné spolužákem kanadského politika Grega Ferguse. Získal bakalářský titul na Torontské univerzitě a titul MBA na mezinárodní obchodní škole INSEAD.

## Podnikatelská kariéra
Pathy pracoval do roku 1999 v oblasti reklamy v Torontu. Pak začal pracovat ve společnosti Fednav, mezinárodní lodní společnosti pro přepravu sypkých materiálů, kterou v roce 1944 založil jeho prastrýc Ernest Pathy, přistěhovalec z Maďarska.[4][5][6].
Od roku 2008 byl ředitelem dceřiné společnosti Fednav International a od roku 2010 se svým bratrem Paulem také spoluředitelem mateřské společnosti Fednav Limited. Obě funkce opustil v roce 2016, ale dosud se podílí na její činnosti. Poté se stal prezidentem soukromé investiční a finanční společnosti Mavrik Corp. se sídlem v Montrealu a předsedou představenstva mediální a technologické společnosti Stingray Group.
Stal se tají členem představenstva charitativních organizací Dans la Rue a Centraide a členem představenstva a výkonného výboru Nadace dětské nemocnice v Montrealu. Působí také jako tajemník rodinné nadace – Pathy Family Foundation, která měla na konci roku 2020 majetek v hodnotě více než 292 milionů kanadských dolarů.
Mark Pathy a jeho manželka Jessica dále přispěli na sbírku pro nadaci montrealské Jewish General Hospital, která vynesla 5 milionů dolarů. Proto bylo v roce 2021 na jejich počest pojmenováno nové pracoviště nemocnice. Centrum excelence pro infekční nemoci Jess a Marka Pathyových se zaměřuje na prohlubování znalostí o antibiotikách a vakcínách; prevenci infekcí; vývoj rychlé diagnostiky a mapování molekulární struktury infekcí.

## Astronaut
V lednu 2021 bylo oznámeno, že se Pathy bude jedním ze tří vesmírných turistů, kteří společně s profesionálním astronautem vytvoří posádku prvního soukromého letu společnosti Axiom Space. Za svou účast v programu zaplatil stejně jako zbylí dva kolegové 55 milionů dolarů. Let Axiom Mission 1 (Ax-1) po několika odkladech odstartoval 8. dubna 2022 a o den později se připojil k Mezinárodní vesmírné stanici, několik dní po zahájení dlouhodobé Expedice 67. Pathy měl v rámci vědeckého programu naplánováno zapojení do výzkumných projektů ve spolupráci se kanadskými univerzitami a nemocnicemi, s Kanadskou královskou geografickou společností a se dvěma technologickými startupy, včetně historicky první vesmírné ukázky obousměrné holoportace – pro komunikaci na dálku s kolegy na Zemi použil aplikaci pro smíšenou realitu se speciálními čočkami umožňujícími třírozměrnou projekci ve formě hologramu. Prováděl také mnohá pozorování Země v oblasti dopadů změny klimatu nebo urbanizace a byl součástí výzkumu, který se týká chronické bolesti a poruch spánku, nebo projektu zkoumání neuro-okulárního syndromu, který se projevuje změnami zrakové ostrosti během kosmických letů. Let Ax-1 měl trvat zhruba 10 dní, ale odlet původně plánovaný na 18. dubna několikrát odložen kvůli špatnému počasí v možných lokalitách pro přistání a uskutečnil se až 25. dubna po 17 dnech, 1 hodině a 49 minutách letu. Tři platící astronauti včetně Pathyho za svůj prodloužený pobyt na ISS nemuseli uhradit žádný dodatečný poplatek. Ředitel provozu společnosti Axiom Space Derek Hassmann novinářům během telekonference pro média po přistání řekl, že zpoždění nejsou neobvyklá a že s nimi předem počítala smlouva, kterou s NASA podepsali.